# Mats G. Bengtsson
Mats Gunnar Bengtsson, född 26 november 1944 i Helsingborg, död 2 november 2005 i Johannes församling, Stockholm, var en svensk författare, skådespelare och pianist.
Bengtsson gav under 1960-talet ut tre böcker vars innehåll blandade både konkret poesi, tecknad serie, brädspel och essä. Han var medlem i Gunder Hägg/Blå Tåget som pianist, låtskrivare och textförfattare och efter att denna grupp upplösts i Knäckebröderna. Som skådespelare medverkade han i många av Håkan Alexanderssons och Carl Johan De Geers filmer och TV-produktioner, bland andra Tårtan (där han spelade rollfiguren Hilding), Tvätten, Doktor Krall och Privatdetektiven Kant.

### Verk
- Svisch. Nationalmusei utställningskatalog, 0585-3222 ; 292 Nationalmusei vandringskatalog, 99-2860913-6 ; 46. Stockholm: Nationalmuseum. 1965. Libris 698884

### Redaktör
- Gorilla : konst, media. Stockholm: Bonnier. 1966-1967. Libris 1533078

## Filmografi
- 1973 – Tårtan
- 1974 – Doktor Krall
- 1985 – Tvätten
- 1985 – Den perforerade epoken
- 1987 – Res aldrig...
- 1987 – Råttresan
- 1989 – Nils Olof Andersson
- 1992 – Hammar
- 1995 – Buljong
- 2001 – Hilding (en coda)

## Diskografi

### Gunder Hägg
- Tigerkaka (LP 1969) (CD 1999)
- Vargatider (LP 1970) (CD 1999)
- Glassfabriken (LP 1971) (CD 2002)

### Blå Tåget
- Brustna hjärtans hotell (LP 1972) (CD 1994)
- Slowfox (LP 1974) (CD 2002)
- Blå Tåget på Fågel Blå: (Dubbel-LP 1982)
- Blå Tåget 1969-74 CD-samling 1982)
- Moderna Material (CD 1999)
- I tidens rififi (CD 2004)
- Inget är längesen (Dubbel-CD 2005) (samling)

### Knäckebröderna
- Lyckosparken (LP 1976)

### Bröderna Lönn (Thomas Tidholm m.fl.)
- Säg det i toner (LP 1979)